# (4844) Matsuyama
(4844) Matsuyama ist ein Asteroid des Hauptgürtels, der am 23. Januar 1991 von den japanischen Astronomen Seiji Ueda und Hiroshi Kaneda am Observatorium von Kushiro (IAU-Code 399) entdeckt wurde.
Benannt wurde er zu Ehren des japanischen Amateurastronomen Masanori Matsuyama.